# Алроса (авиакомпания)
АО «Авиакомпания АЛРОСА» — российская авиакомпания, осуществляющая региональные перевозки в Якутии, регулярные и чартерные перевозки по России, чартерные международные перевозки в страны СНГ, Азии и Европы, грузовые перевозки и специальные авиационные работы. Базируется в Якутии в аэропортах Мирный и Полярный (город Удачный).

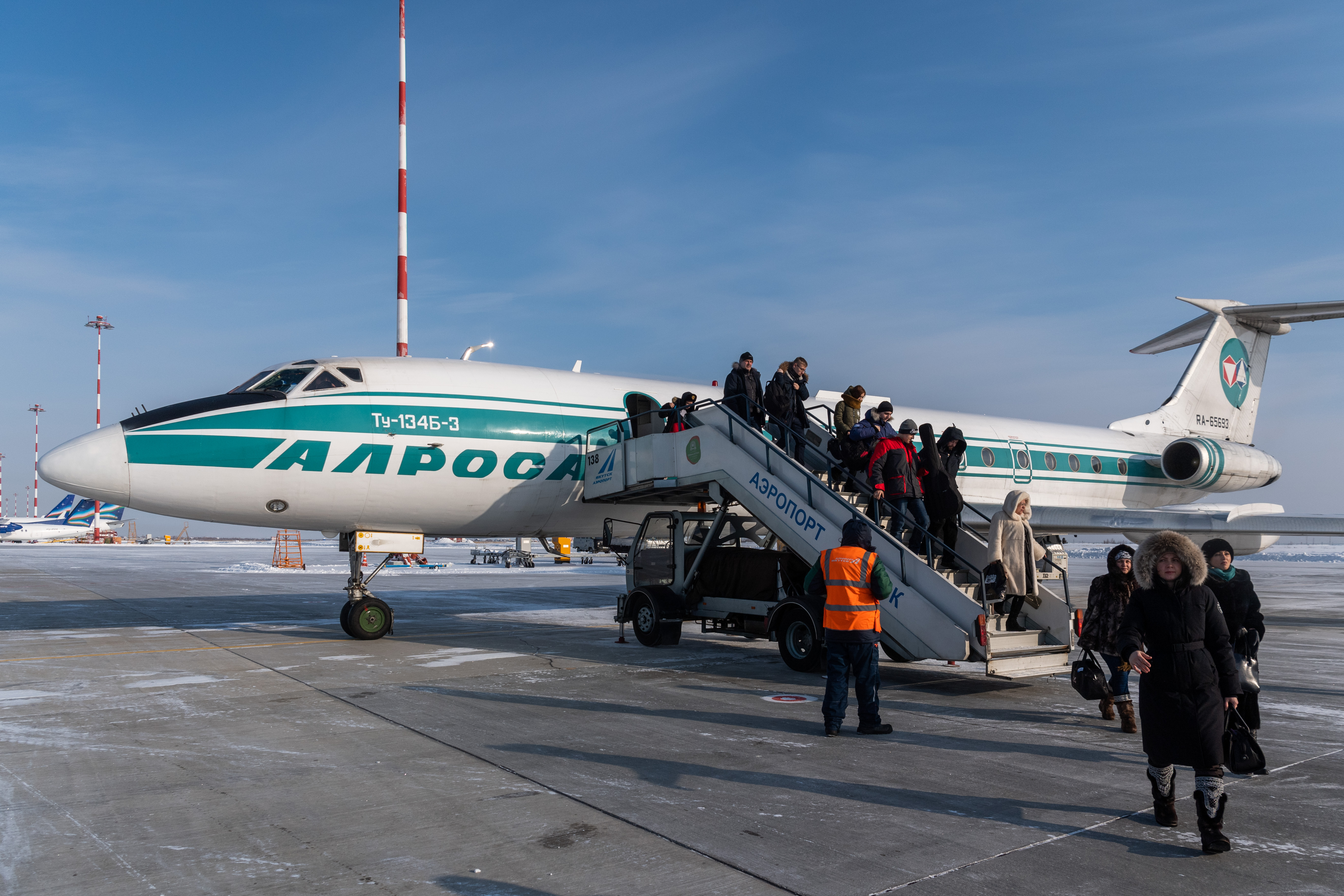
ТУ-134 в аэропорту Якутска

Помимо регулярных и чартерных перевозок предприятие также осуществляет аэропортовую деятельность и является оператором таких аэропортов, как Мирный, Полярный, Айхал, Витим, Ленск, Оленёк, Саскылах.
АО «Авиакомпания АЛРОСА» образовано на базе Мирнинского авиапредприятия (МАП), являвшегося структурным подразделением АК «АЛРОСА». С 2012 Авиакомпания АЛРОСА существует как отдельная структура: АО «Авиакомпания АЛРОСА» выдан сертификат эксплуатанта для осуществления коммерческих воздушных перевозок. С 1 января 2013 года авиакомпания функционирует уже как самостоятельное юридическое лицо. 

## Флот
По состоянию на июнь 2023 года размер флота АО «Авиакомпания "АЛРОСА"» составляет 13 самолётов и 15 вертолётов.

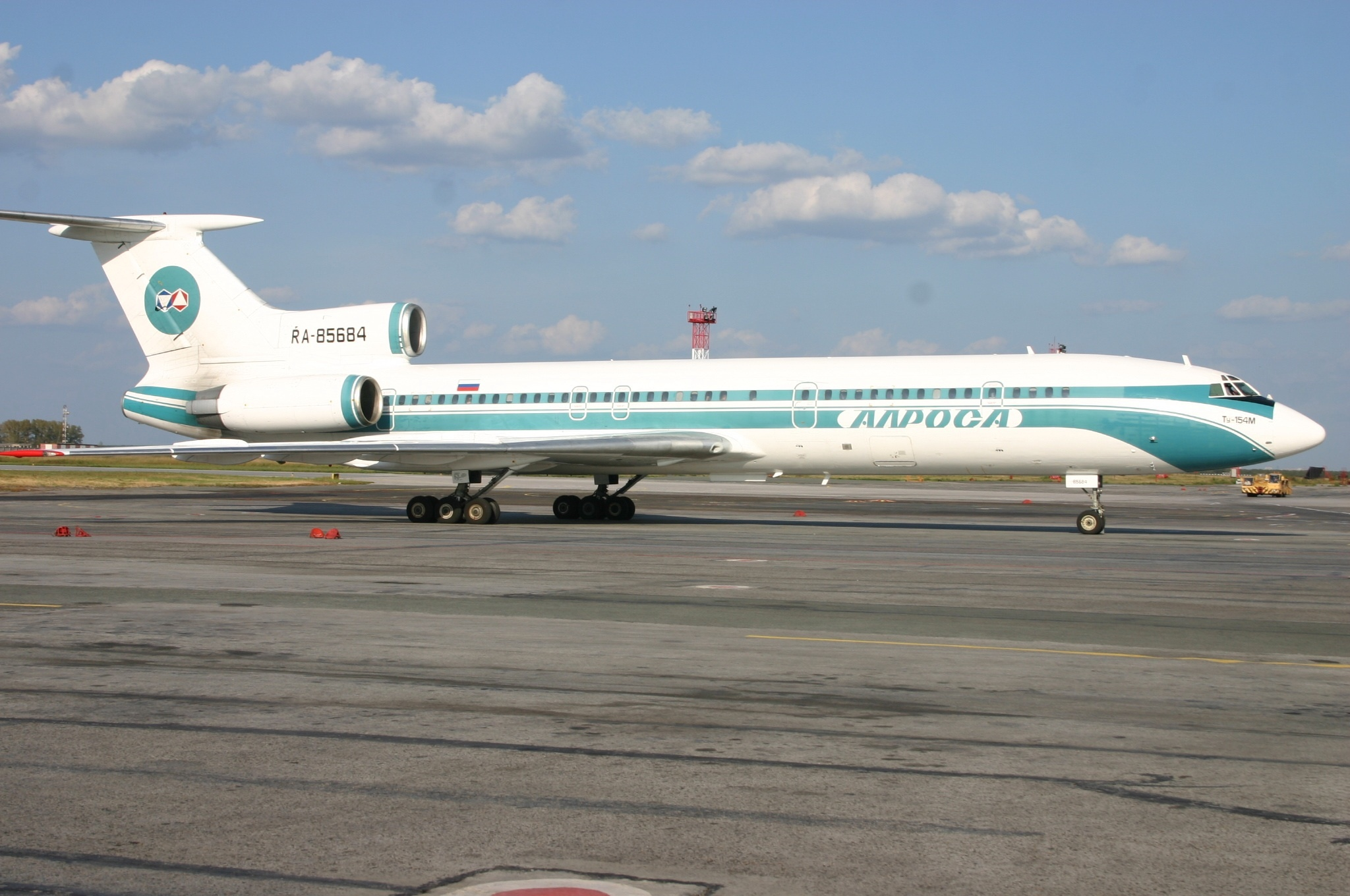
Ту-154

Последний рейс Ту-154М совершил 28 октября 2020 года.
По соглашению с «Ильюшин Финанс» «Авиакомпания "АЛРОСА"» до 2024 года получит в лизинг три самолета МС-21-300.

## Маршрутная сеть

### Якутия
| - Жиганск — аэропорт Жиганск - Мирный — аэропорт Мирный - Саскылах — аэропорт Саскылах - Удачный — аэропорт Полярный - Якутск — международный аэропорт Якутск |

В 2023 году авиакомпаниям «Якутия» и «Алроса» было выделено 951,5 млн рублей для перевозки пассажиров по магистральным маршрутам по спецтарифам. Авиакомпании перевезли по субсидированным билетам 101,5 тысяч пассажиров.

### Другие регионы России
| - Анапа — международный аэропорт Витязево - Екатеринбург — международный аэропорт Кольцово - Иркутск — международный аэропорт Иркутск - Краснодар — международный аэропорт Пашковский - Симферополь — международный аэропорт Симферополь - Москва — международный аэропорт Внуково - Кемерово - международный аэропорт Кемерово - Минеральные Воды - международный аэропорт Минеральные Воды | - Нальчик — международный аэропорт Нальчик - Новокузнецк — международный аэропорт Спиченково - Новосибирск — международный аэропорт Толмачёво - Сочи — международный аэропорт Сочи - Томск — международный аэропорт Богашево - Санкт-Петербург — международный аэропорт Пулково - Казань - международный аэропорт Казань - Самара - международный аэропорт Курумоч - Ростов-на-Дону - международный аэропорт Платов |

### Израиль
- Тель-Авив — аэропорт Бен-Гурион[5]

### Казахстан
| - Байконур — аэропорт Крайний |

## Происшествия
- 7 сентября 2010 года самолёт Ту-154 компании «Алроса» (бортовой номер RA-85684), выполнявший рейс ЯМ 516 по маршруту Полярный (Удачный, Якутия) — Домодедово (Москва), совершил аварийную посадку на аэродроме Ижма по причине полного обесточивания во время полёта. Борт выкатился за пределы ВПП, не предназначенной для приёма подобных самолётов, на 160 м. Ни один из пассажиров и членов экипажа не пострадал. Самолет прошел капитальный ремонт и эксплуатировался до сентября 2018 года, после чего передан в музей авиации в новосибирском аэропорту Толмачёво[6].

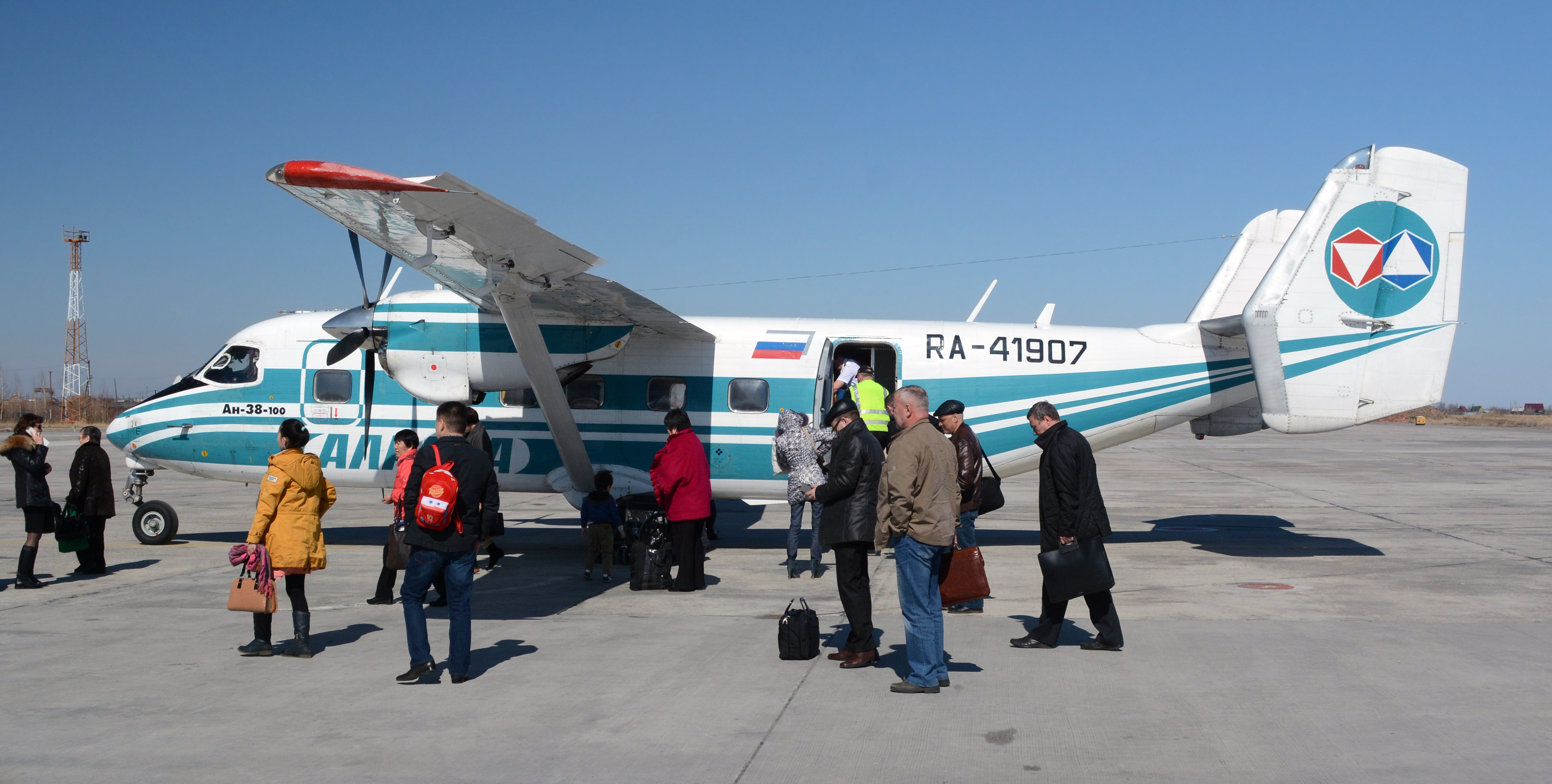
Ан-38-100 RA-41907 АК «Алроса», 5 мая 2014 года

- 24 марта 2015 года при выполнении посадки на площадку Накын Нюрбинского горно-обогатительного комбината самолета Ан-38-100, принадлежащего ЗАО АК «Алроса», выполнявшего заказной транспортный рейс по маршруту Мирный — Накын, произошло выкатывание воздушного судна за боковые пределы взлетно-посадочной полосы[7]. Был успешно отремонтирован  и продолжает эксплуатироваться в авиакомпании до сих пор.
- 2 марта 2017 года при выполнении заказного транспортного рейса вертолёт Ми-8МТВ-1, принадлежащий АО «Авиакомпания АЛРОСА», совершил незапланированную посадку в Булунском районе (Якутия), в связи с отказом одного из двигателей. В результате авиационного происшествия вертолет получил значительные повреждения. Экипаж (3 чел.) и пассажиры (21 чел.) не пострадали[8].

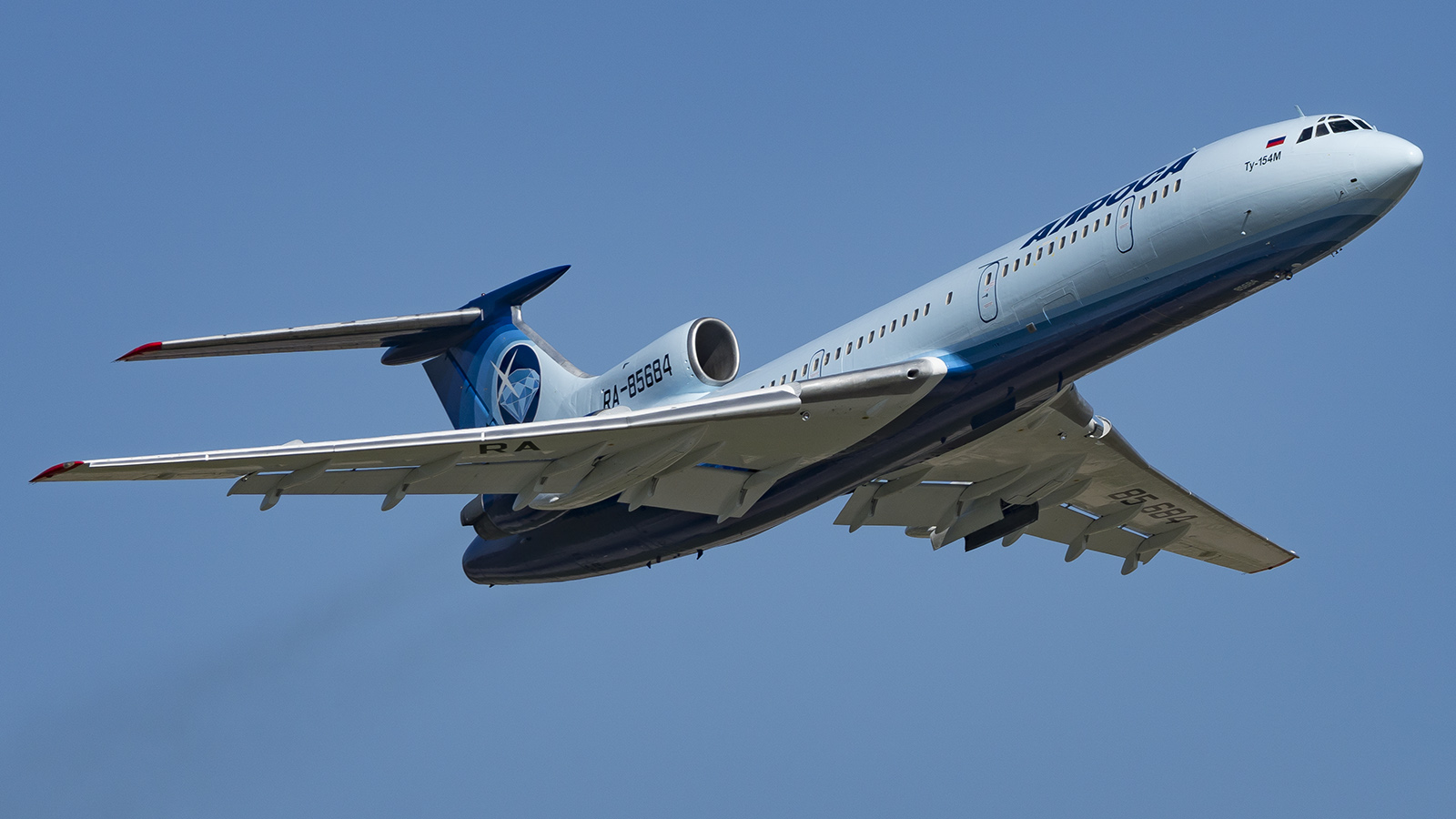
Ту-154М